# مگس‌های خانگی
مگس‌های خانگی(نام علمی: Muscidae) نام یک تیره از بالاخانواده مگس‌خانگی‌واران است.